# Gelber Zistrosenwürger

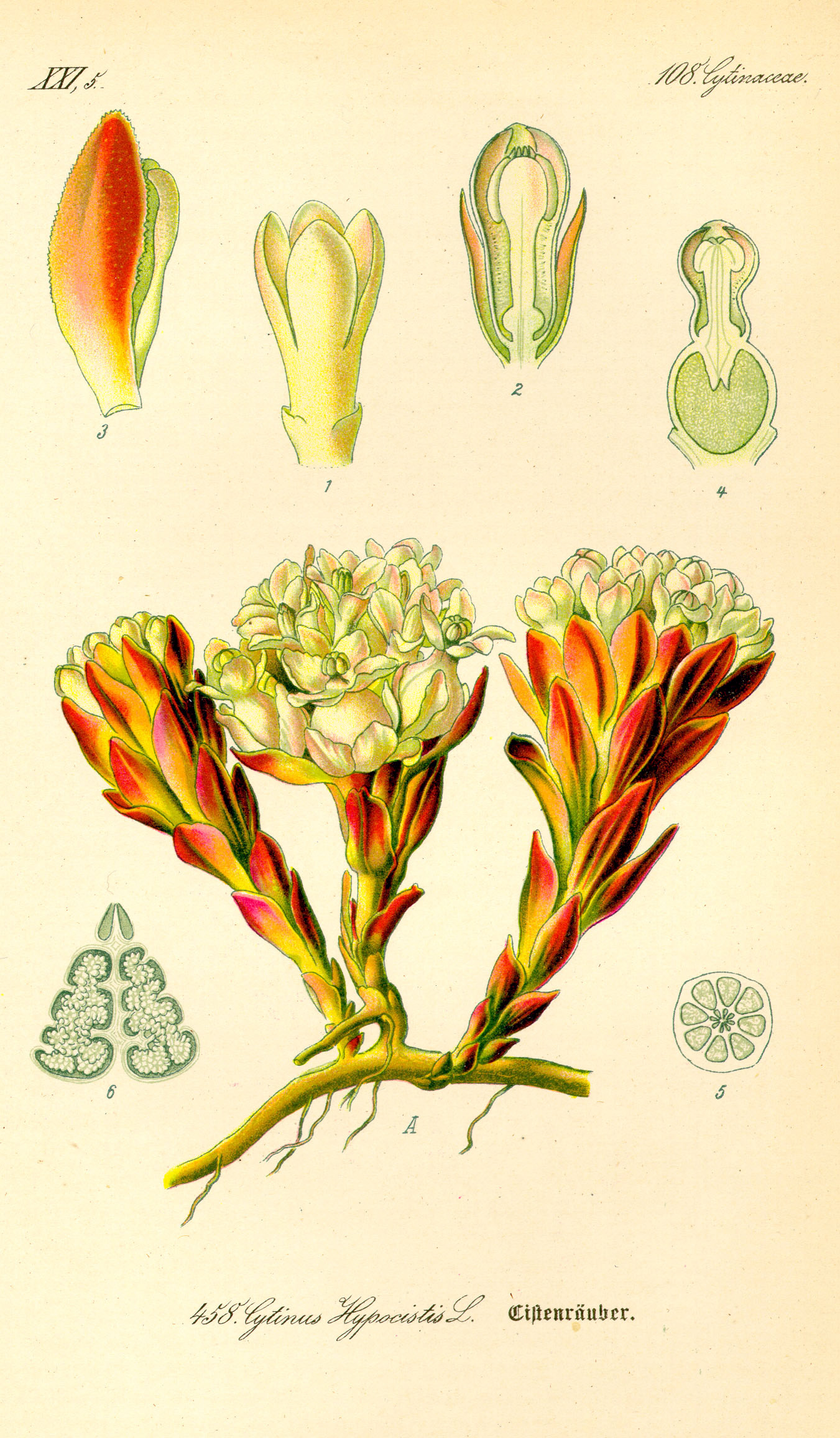
Gelber Zistrosenwürger
(Cytinus hypocistis)
Abbildung in:
Otto Wilhelm Thomé:
Flora von Deutschland, Österreich und der Schweiz,
Gera (1885)

Der Gelbe Zistrosenwürger (Cytinus hypocistis), genannt auch Gemeiner Hypozist, ist eine auf den Wurzeln von Cistus schmarotzende Pflanzenart aus der Familie der Cytinaceae.

## Merkmale
Der Zistrosenwürger ist eine parasitische Pflanze. Genauer bezeichnet man sie als Holoparasiten, auch Vollparasiten oder Vollschmarotzer. Darunter versteht man pflanzliche Parasiten, die nicht mehr in der Lage sind, Photosynthese zu betreiben, da ihnen das Chlorophyll fehlt. Sie beziehen alle notwendigen Nährstoffe über Haustorien aus den Wurzeln ihres Wirtes. Diese Art schmarotzt unter der Erdoberfläche auf Zistrosen-Arten (Cistus). Der unterirdische Teil kann mehrere Meter lang werden und durchzieht wie ein Pilzmyzel die Wurzeln der Wirtspflanze.
Die Pflanze erscheint oberirdisch nur zur Blütezeit mit etwa 2 bis 5 cm kurzen fleischigen Trieben. Blätter sind eigentlich nur die Hochblätter der Blütenstände und keine Laubblätter. Es sind an den Stängeln anliegende schmal-eiförmige Schuppenblätter, die basal gelb, zur Spitze hin jedoch orangefarben bis scharlachrot sind.
Die Pflanzen sind einhäusig getrenntgeschlechtig (monözisch). Die Blüten stehen zu fünft bis zehnt dicht büschelig am Ende der Sprossachse. Diese werden von je zwei Hochblättern umgeben. Die Blütenhülle besteht aus zu einer Röhre verwachsenen vier Kelchblättern: Man sieht von der Kelchröhre vier abstehende Zipfel, Kronblätter fehlen. Bei den männlichen Blüten sind acht Staubblätter zu einer Säule vereint. Die weiblichen Blüten besitzen einen unterständigen Fruchtknoten mit kopfig verbreiteter Narbe. Als Bestäuber werden Ameisen und Vögel angegeben. Es werden Beeren mit vielen kleinen Samen (kleiner als 0,5 mm) gebildet. Die Beeren werden von Käfern gefressen und so die Samen endochor ausgebreitet.
Blütezeit ist von April bis Juni.
Die Chromosomenzahl beträgt 2n = 32.

## Vorkommen
Im Mittelmeerraum und den Kanaren verbreitet. Als Standort werden trockene Macchien und Garigues bevorzugt. Der Zistrosenwürger (in alten Texten unter anderem ypoquistidos (auch ipoquistidos, Genitiv singular) und campnoele genannt sowie Hypocistis) kommt vor auf den Kanaren, in Marokko, Algerien, Tunesien, Libyen, Spanien, Portugal, Frankreich, Italien, Malta, Albanien, Kroatien, Griechenland, Türkei, Zypern, Libanon, Syrien und Israel.